# Cudgegong
La Cudgegong River ou Cudgegong est une rivière de la Nouvelle-Galles du Sud et un affluent de la Macquarie River, donc un sous-affluent du Murray, par la Barwon et la Darling.

## Géographie
D'une longueur de 250 km, elle prend sa source près de Rylstone et coule vers le nord-ouest, traverse Mudgee avant de se jeter dans le lac Burrendong, lac artificiel résultant de la construction d'un barrage sur la Macquarie. Un barrage, achevé en 1984, le Windamere Dam, sur la Cudgegong River elle-même, près de Mudgee, a donné naissance au lac Windamere dont les eaux servent à l'irrigation de la région.